# Maria Menz
Maria Menz (* 19. Juni 1903 in Oberessendorf, Oberschwaben; † 7. März 1996 ebenda) war eine deutsche Dichterin und Schriftstellerin.

## Leben und Werk

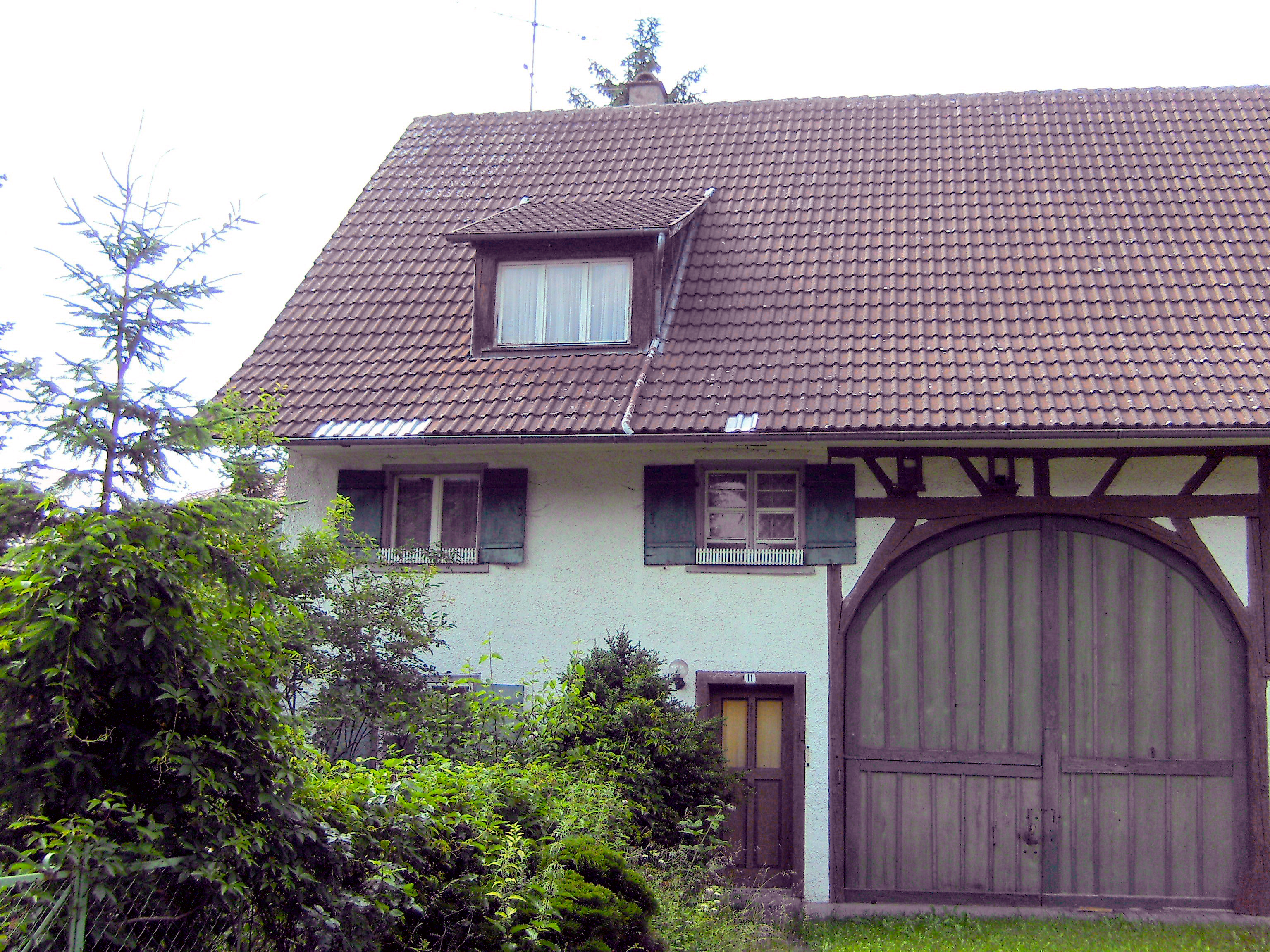
Wohnhaus von Maria Menz (2008)

Maria Menz, die älteste Tochter eines Landwirts, schrieb schon mit 14 Jahren ihre ersten Gedichte. Da ein Lehrerinnen-Studium nicht möglich war, wurde sie 1925 in Stuttgart Krankenschwester und arbeitete in Berlin, Leipzig und Wangen im Allgäu. 1942 kehrte sie aus gesundheitlichen Gründen wieder auf den väterlichen Bauernhof zurück. Erste Veröffentlichungen in Zeitungen folgten.
Erst im Alter von 64 Jahren hielt sie eine erste öffentliche Lesung ihrer Gedichte vor dem damals neu gegründeten, heute renommierten Literarischen Forum Oberschwaben in Wangen im Allgäu und erntete viel Anerkennung, besonders vom Mitbegründer des Forums, Martin Walser. In der Folge erschienen verschiedene Gedichtbände (die Einführung des Germanisten Wilhelm Gössmann zu Innenwelt und das Nachwort des Schriftstellers Josef W. Janker zu Ahnungen weisen auf die literarische Qualität hin), auf Ermunterung durch Walser – der als Mitherausgeber zeichnete – 1981 eine Gesamtausgabe, die insgesamt 614 Gedichte enthält. Seit dem Band Oberland veröffentlichte Menz auch in schwäbischer Mundart.
Im hohen Alter veröffentlichte Maria Menz außer Gedichten mit der Sammlung Rettungen noch elf gemütvolle Tiergeschichten; ihre geistige Regsamkeit hielt bis kurz vor ihrem Tod an: noch 1994 veröffentlichte sie in der Literaturzeitschrift allmende. Die Laudatio zum 90. Geburtstag hielt Martin Walser.
Maria Menz starb im Alter von 92 Jahren am 7. März 1996 in Oberessendorf. Die Grabstätte befindet sich auf dem Friedhof Oberessendorf.
Der Nachlass der Dichterin wird vom Deutschen Literaturarchiv Marbach betreut.

## Maria Menz und Martin Walser
Der im Jahr 2005 herausgegebene Briefwechsel von Maria Menz mit Martin Walser bietet Einblick in die vertrauensvolle Beziehung der beiden Schriftsteller: „Fordernd und fördernd, kritisierend und lobend, hilft Walser der verletzlich wie starken, eigenwilligen Menz „eine schöne und reiche Ernte“ einzufahren“. Ohne Walsers Förderung hätte Maria Menz sicher nur „für die Schublade“ geschrieben; der damals auf dem Zenit seines Ansehens stehende Schriftsteller setzte sich aber gerade auch für die regionale Literatur ein. Menz thematisierte das bäuerliche Leben, die Natur, aber auch das Ringen um Gotteserfahrung als „Wegspur“. Der ein Vierteljahrhundert jüngere Walser hatte freilich eine andere Weltanschauung als die hagere katholische „Bauerntochter“, die mit ihren Schwestern auf dem Hof lebte: „Walser bewunderte an Maria Menz deren ernsthafte Religiosität und mystische Glaubenswelt sowie ihre tiefe Verwurzelung in der oberschwäbischen Landschaft. Ihn faszinierte Maria Menz' unerschütterliche Ausrichtung auf die Gottesproblematik hin, die er jedoch nicht teilen konnte“. Deshalb betitelte er sie sogar als „unsere aufs Schönste verstiegene Seuse-Schwester“ nach dem oberschwäbischen Mystiker Heinrich Seuse.

## Auszeichnungen
- 1982: Johann-Peter-Hebel-Preis des Landes Baden-Württemberg (Laudatio: Walter Münch)
- 1982: Droste-Preis der Stadt Meersburg (zusammen mit Dorothee Sölle)
- 1983: Pro Ecclesia et Pontifice (päpstlicher Orden)
- 1988: Bundesverdienstkreuz 1. Klasse
- Im Biberacher Ortsteil Mettenberg wurde eine Straße nach Maria Menz benannt

## Rezeption
„Als ich diese Dichterin vor zehn Jahren das erste Mal bei Dr. Münchs Oberschwäbischem Literatur-Forum lesen hörte, dachte ich: endlich einmal Pfingsten.“ Martin Walser
„Der „hohe Ton“, den diese heute hochbetagte Lyrikerin in ihren religiösen Versen anstimmte, wie auch die erfahrungssatte und sprachbewahrende Kunst ihrer mundartlichen „oberlendischen Verse“ ließen das Forum zum ersten Mal wirklich aufhorchen und nährten die Ahnung von der großen sprachlichen Begabung, die auch in dieser ländlichen Region schlummern konnte.“ Literaturforum Oberschwaben

## Werke

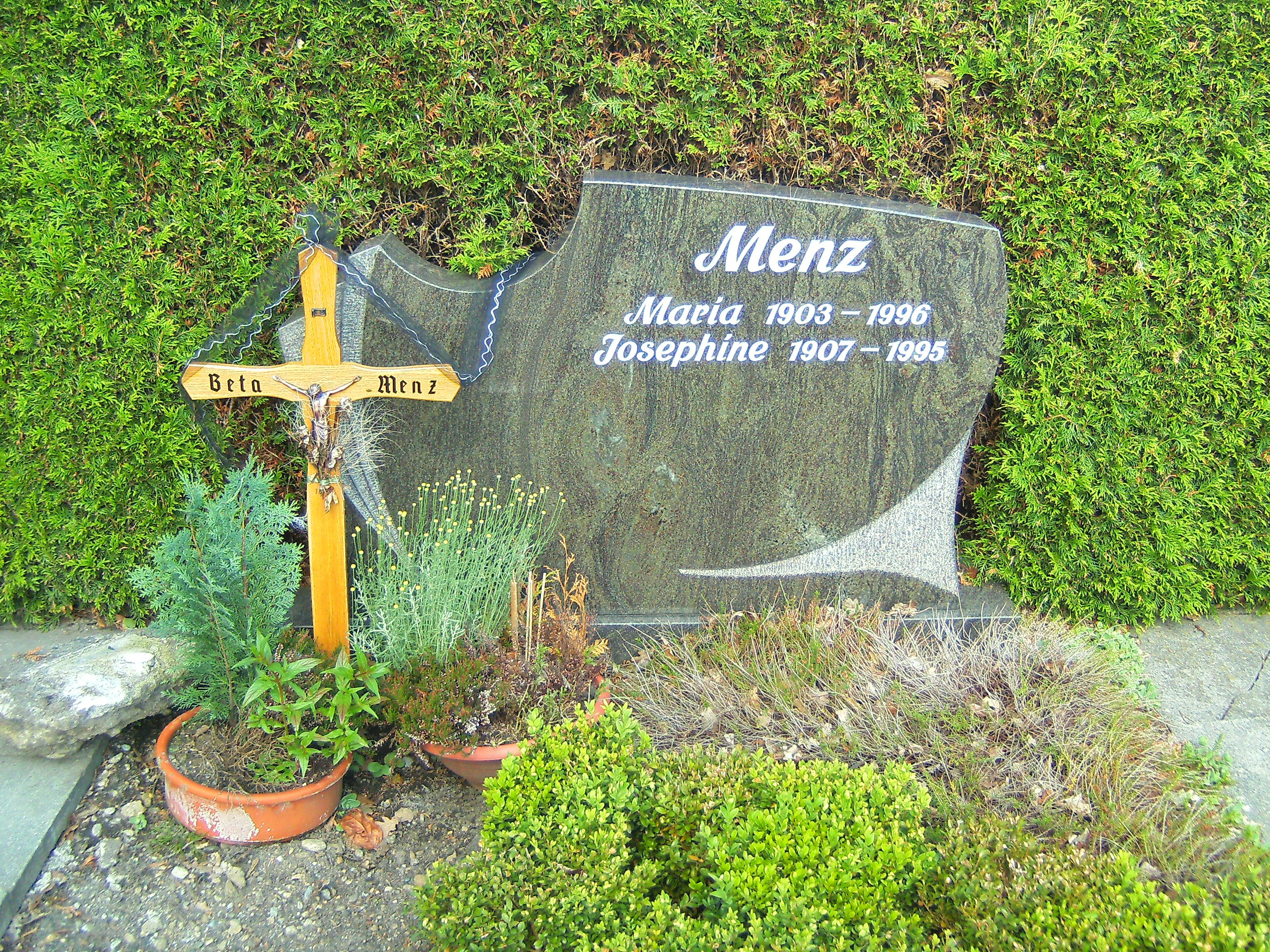
Grabstätte Menz (2008)

- Innenwelt. Gedichte. Mit einer Einführung von Wilhelm Gössmann. München 1968.
- Anmutungen. Gedichte. Nachwort von Josef W. Janker. Wangen 1969.
- Oberland: Schwäbische Gedichte. Mit sechs Bildern von Jakob Bräckle. Biberach 1979. 2., erw. Ausgabe mit 26 Bildern von Horst Reichle. Mit Schallplatte. Biberach 1985. ISBN 978-3-924489-32-8
- Gedichte. Gesamtausgabe in drei Bänden. Bd. 1: Gott Schale Schwelle. Bd. 2: Mensch, Welt, Natur. Bd. 3: Oberlendische Vers (!). Mit einem Beiheft von Martin Walser: Höchste Schule – Über Maria Menz. Sigmaringen 1981. ISBN 978-3-7995-1616-7
- Linien. Zusammen mit Maria Beig, Reinhard Gröper, Johannes Hösle, Gisela Linder, Maria Müller-Gögler. Karlsruhe 1985.
- Was lupft deine Flügel. Gedanken. Gedichte. im Selbstverlag 1987.
- Gedanken. Gedichte. Stuttgart 1989. ISBN 978-3-7995-1680-8
- Rettungen. Geschichten [zusammen mit:] Gedanken. Gedichte. Werkauswahl zum 90. Geburtstag. Stuttgart 1993. ISBN 978-3-7995-1691-4
- Briefe 1. Briefwechsel mit Martin Walser. Hrsg. von Claus-Wilhelm Hoffmann. Eggingen 2005. ISBN 3-86142-362-6